# Polska na Młodzieżowych Mistrzostwach Europy w Lekkoatletyce 2013
Polska na Młodzieżowych Mistrzostwach Europy w Lekkoatletyce 2013 – reprezentacja Polski podczas dziewiątej edycji czempionatu Starego Kontynentu dla zawodników do lat 23, która odbyła się w Tampere, zdobyła 8 medali, w tym trzy złote.

## Rezultaty

### Mężczyźni
- bieg na 100 metrów
  - Remigiusz Olszewski zajął 4 miejsce
  - Grzegorz Zimniewicz zajął 5 miejsce
- bieg na 200 metrów
  - Karol Zalewski zajął 1 miejsce
  - Adam Pawłowski odpadł w eliminacjach (14. miejsce)
- Bieg na 800 metrów
  - Artur Kuciapski odpadł w eliminacjach (27. miejsce)
- Bieg na 1500 metrów
  - Damian Roszko zajął 10. miejsce
  - Bartosz Kotłowski odpadł w eliminacjach (18. miejsce)
- Bieg na 5000 metrów
  - Szymon Kulka zajął 7. miejsce
- bieg na 400 metrów przez płotki
  - Damian Krupa odpadł w eliminacjach (16. miejsce)
- bieg na 3000 metrów z przeszkodami
  - Jacek Żądło zajął 11. miejsce
  - Dawid Żebrowski odpadł w eliminacjach (17. miejsce)
- sztafeta 4 × 100 metrów
  - Remigiusz Olszewski, Przemysław Słowikowski, Karol Zalewski i Grzegorz Zimniewicz zajęli 2. miejsce
- chód na 20 kilometrów
  - Mieczysław Romanowski zajął 9. miejsce
- skok wzwyż
  - Piotr Milewski odpadł w eliminacjach (21. miejsce)
- skok o tyczce
  - Robert Sobera zajął 2. miejsce
  - Piotr Lisek odpadł w eliminacjach (17. miejsce)
- skok w dal
  - Tomasz Jaszczuk zajął 6.  miejsce
  - Jarosław Lentowicz zajął 10. miejsce
  - Andrzej Kuch nie ukończył (spalił wszystkie próby)
- trójskok
  - Maksym Sypniewski odpadł w eliminacjach (13. miejsce)
- pchnięcie kulą
  - Jakub Szyszkowski zajął 1. miejsce
  - Dominik Witczak zajął 2. miejsce
  - Jacek Wiśniewski odpadł w eliminacjach (19. miejsce)
- rzut dyskiem
  - Wojciech Praczyk odpadł w eliminacjach (15. miejsce)
  - Paweł Pasiński odpadł w eliminacjach (22. miejsce)
- rzut młotem
  - Arkadiusz Rogowski zajął 10. miejsce
- rzut oszczepem
  - Krzysztof Szalecki zajął 5. miejsce
  - Marcin Krukowski zajął 9. miejsce
  - Bartosz Osewski odpadł w eliminacjach (20. miejsce)
- dziesięciobój
  - Paweł Wiesiołek zajął 10. miejsce

### Kobiety
- bieg na 100 metrów
  - Martyna Opoń odpadła w eliminacjach (12. miejsce)
- bieg na 200 metrów
  - Martyna Opoń odpadła w eliminacjach (10. miejsce)
- bieg na 400 metrów
  - Justyna Święty zajęła 3. miejsce
  - Małgorzata Hołub zajęła 4. miejsce
  - Magdalena Gorzkowska odpadła w eliminacjach (11. miejsce)
- bieg na 800 metrów
  - Joanna Jóźwik zajęła 8. miejsce
  - Monika Hałasa odpadła w eliminacjach (15. miejsce)
- bieg na 1500 metrów
  - Monika Hałasa zajęła 11. miejsce
- bieg na 5000 metrów
  - Natalia Wacławska zajęła 9. miejsce
  - Dominika Napieraj zajęła 21. miejsce
- bieg na 100 metrów przez płotki
  - Karolina Kołeczek zajęła 2. miejsce
  - Urszula Bhebhe zajęła 4. miejsce
- bieg na 400 metrów przez płotki
  - Joanna Banach zajęła 5. miejsce
  - Klaudia Żurek zajęła 6. miejsce
  - Agnieszka Karczmarczyk zajęła 8. miejsce
- sztafeta 4 × 400 metrów
  - Magdalena Gorzkowska, Małgorzata Hołub, Agnieszka Karczmarczyk i Justyna Święty zajęły 1. miejsce
- chód na 20 kilometrów
  - Natalia Płomińska zajęła 13. miejsce
  - Karolina Wierus zajęła 16. miejsce
- skok wzwyż
  - Agnieszka Borowska zajęła 11. miejsce
  - Michalina Kwaśniewska zajęła 15. miejsce
- pchnięcie kulą
  - Paulina Guba zajęła 5. miejsce
  - Magdalena Żebrowska zajęła 6. miejsce
  - Anna Wloka zajęła 7. miejsce
- rzut dyskiem
  - Andżelika Przybylska zajęła 6. miejsce
- rzut młotem
  - Dagmara Stala zajęła 11. miejsce
  - Sandra Malinowska zajęła 19. miejsce
- rzut oszczepem
  - Marta Kąkol zajęła 15. miejsce
  - Karolina Bołdysz zajęła 17. miejsce